# Municipio de Buckhart
El municipio de Buckhart (en inglés: Buckhart Township) es un municipio ubicado en el condado de Christian en el estado estadounidense de Illinois. En el año 2010 tenía una población de 1792 habitantes y una densidad poblacional de 11,78 personas por km².

## Geografía
El municipio de Buckhart se encuentra ubicado en las coordenadas 39°39′44″N 89°20′10″O / 39.66222, -89.33611. Según la Oficina del Censo de los Estados Unidos, el municipio tiene una superficie total de 152.16 km², de la cual 152,08 km² corresponden a tierra firme y (0,05 %) 0,08 km² es agua.

## Demografía
Según el censo de 2010, había 1792 personas residiendo en el municipio de Buckhart. La densidad de población era de 11,78 hab./km². De los 1792 habitantes, el municipio de Buckhart estaba compuesto por el 96,6 % blancos, el 0,84 % eran afroamericanos, el 0,22 % eran amerindios, el 0,5 % eran asiáticos, el 0,06 % eran de otras razas y el 1,79 % eran de una mezcla de razas. Del total de la población el 0,84 % eran hispanos o latinos de cualquier raza.